# Un anno dopo (film 2005)
Un anno dopo (The Great New Wonderful) è un film del 2005 scritto da Sam Catlin e diretto da Danny Leiner.

## Trama
Il film racconta cinque differenti storie che prevedono incontri o incidenti di alcuni protagonisti cittadini di Manhattan, un anno dopo l'attentato dell’11 settembre 2001: il contabile Sandie che si sottopone a una seduta di terapia nello studio di uno psicologo passivo-aggressivo, il dottor Trabulous; i due immigrati dall'India Avi e Satish in servizio di sicurezza per un dignitario in visita; l'ambiziosa pasticcera Emme Keeler che prepara un discorso professionale che spera la renderà importante per il commercio competitivo delle torte di New York; una casalinga di Brooklyn di nome Judy Hillerman, che vive un rapporto abitudinario con il marito, che ha un incontro con un vecchio compagno del liceo; e Allison e David Burbage che lottano per tenere insieme il loro matrimonio mentre affrontano il loro figlio di 10 anni che spesso arriva a essere violento.

## Accoglienza
Sull'aggregatore di recensioni Rotten Tomatoes, il film ha un indice di gradimento del 73% basato su 41 recensioni e una valutazione media di 6,7/10. Su Metacritic, il film ha un punteggio medio ponderato di 57 su 100, basato su 14 critici, indicando "recensioni contrastanti o nella media".